# Cua lột

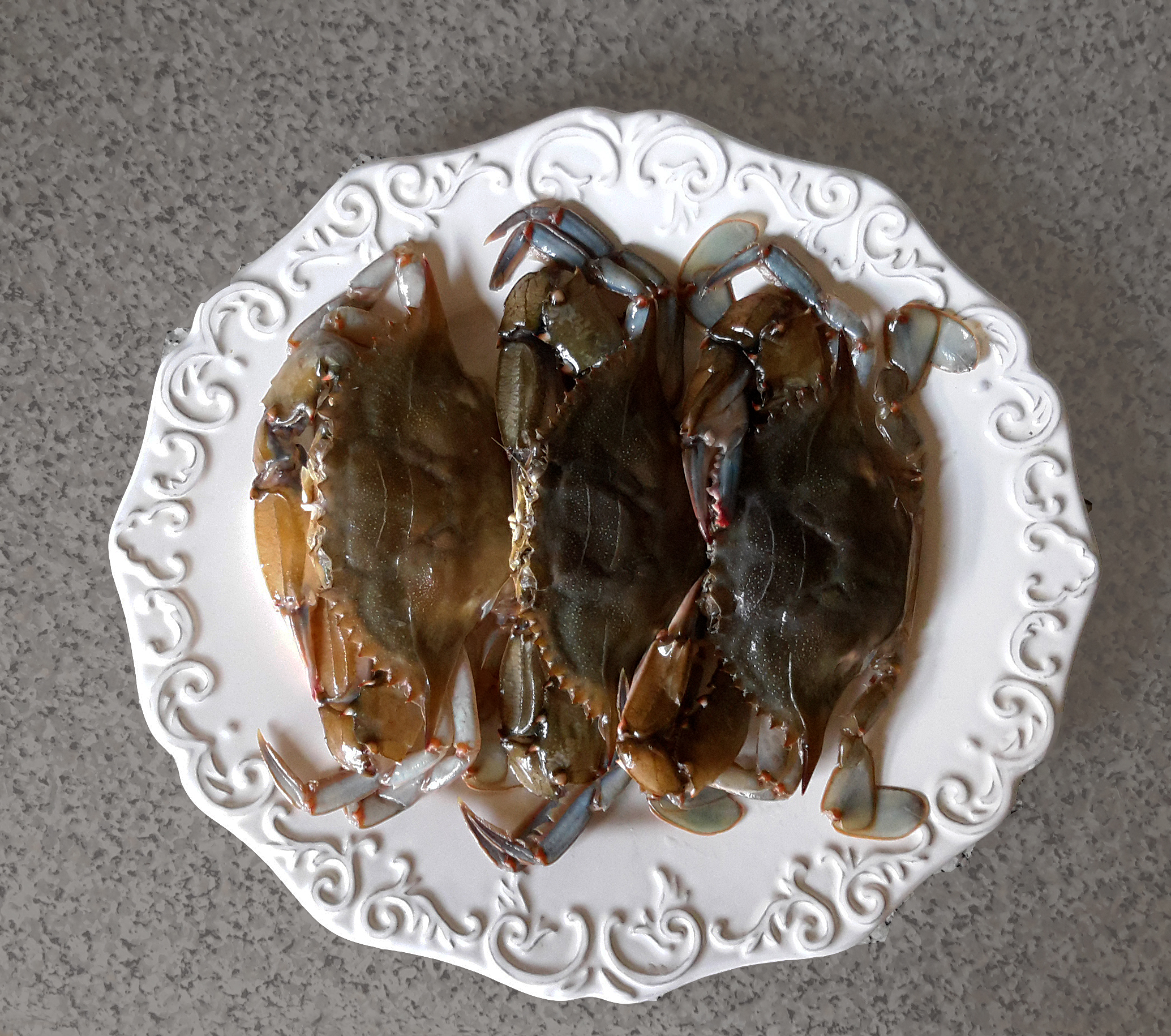
Món cua lột theo mùa

Cua lột (Soft-shell crab/cua mai mềm) là một thuật ngữ trong ẩm thực để chỉ những con cua đã lột xác (lột vỏ) tách đi bộ mai cũ và bộ mai mới vẫn còn mềm. Điều này có nghĩa là hầu như toàn bộ con vật có thể được ăn được, thay vì phải bỏ vỏ để lấy thịt cua. Các bộ phận cua lột người ta không ăn là phần miệng, mang và vỏ bụng, mặc dù có thể ăn được khi vỏ còn rất mềm, nhưng thường bị loại bỏ ("làm sạch").  Phần còn lại ăn được của cua lột vỏ thường được chiên hoặc áp chảo. Việc đánh bắt cua lột rất nhạy cảm về thời gian và yêu cầu cua bắt được phải được giữ ở khu vực có điều hòa nhiệt độ ngay sau khi đánh bắt cho đến khi chúng lột xác, lúc đó chúng có thể được cẩn thận vớt ra và đem bán.
Tại Hoa Kỳ, loài cua tiêu thụ chính là loài cua xanh (Callinectes sapidus) xuất hiện ở các chợ từ tháng 4 đến tháng 9.
Ở vùng Deep South của Hoa Kỳ, thì thuật ngữ "cua Buster" có thể là một từ đồng nghĩa với một loài cua lột đầy đặn, nhiều thịt. Điều này là mặc dù thực tế, ý nghĩa ban đầu của cua Buster được dùng để chỉ loại cua lột chưa hoàn thành lột xác hoặc là loại mai mềm đã chết trước khi được cung cấp cho một nhà cung cấp hải sản, và sau đó được người ăn cua.
Ở Nhật Bản, nhiều loài cua khác nhau được sử dụng để làm sushi như maki-zushi hoặc temaki-zushi. Cua xanh Nhật Bản (Portunus trituberculatus) hoặc cua bơi ven bờ (Charybdis japonica) thường được sử dụng làm nguyên liệu cho món này.
Ở Tây Ban Nha, động vật giáp xác vỏ mềm đặc trưng ở vùng ven biển Andalucia. Không phân biệt loài, chúng được gọi là Chiguatos, từ tiếng lóng địa phương Achiguatar, có nghĩa là được làm mềm. Các chế phẩm điển hình bao gồm cua nhung (Necora puber) và cua langoustines (Nephrops norvegicus), là những món ngon được đánh giá cao của vùng Sanlucar de Barrameda, và tôm hùm (Homarus gammarus) (gọi là langosta chiguata), đặc trưng dọc theo bờ biển Málaga. Thông thường, chúng được chiên giòn và phục vụ với dầu giấm.
Ở Ý, mai mềm của loài cua Địa Trung Hải thông thường là món ngon đặc trưng của vùng đầm phá Venice (thành ngữ địa phương gọi là moeca hoặc moeche).
Cua lột có thể bị loại bỏ phần nội tạng mềm dọc theo khoang lưng trong quá trình làm sạch hoặc có thể để lại để tiêu thụ. Trong trường hợp thứ hai, dọc theo bờ biển Đại Tây Dương của Hoa Kỳ, khách hàng yêu cầu người bán làm "mù tạt", ám chỉ màu vàng cam của gạch và màu cam đậm của trứng cua cái.